# Gerbrand
Gerbrand ist ein männlicher Vorname und Familienname.

## Herkunft und Verbreitung
Der Name Gerbrand ist germanischer bzw. althochdeutscher Herkunft (wie Gerhard). Er bedeutet möglicherweise flammendes Schwert. Die ersten Erwähnungen sind im Hildebrandslied (und möglicherweise bei Theodor von Ravenna) erhalten.
Die Namensform war spätestens seit dem 16. Jahrhundert in Norddeutschland und den Niederlanden gebräuchlich.
Gegenwärtig ist der Familienname selten, am häufigsten in Paraguay und Kanada bei Nachkommen von europäischen Aussiedlern.
Eine Variante ist Gerbrandt.

## Bekannte Namensträger

### Vorname
- Gerbrand (Bischof), Bischof von Roskilde, Dänemark (ca. 1022–1029/30)
- Gerbrand Bakker (Mediziner) (1771–1828), niederländischer Mediziner
- Gerbrand Bakker (Schriftsteller) (* 1962), niederländischer Schriftsteller
- Gerbrand Bredero (1585–1618), niederländischer Schriftsteller
- Gerbrand van den Eeckhout (1621–1674), niederländischer Maler

- Gerbrandus Jelgersma (1859–1942), niederländischer Psychiater und Neurologe

### Familienname
- Robert Gerbrand (1903–1961), deutscher katholischer Pfarrer, am Wiederaufbau in Hannover-Misburg beteiligt